# 1984年冬季残疾人奥林匹克运动会芬兰代表团
1984年冬季残疾人奥林匹克运动会芬兰代表团是芬兰派出的1984年冬季残疾人奥林匹克运动会代表团。获得19枚金牌、9枚银牌和6枚铜牌。